# Daniel Gaxie
Daniel Gaxie est un politiste français né le 10 février 1947 à Paris (Île-de-France).

## Biographie

### Jeunesse et études
Il étudie au lycée Marie-Curie à Sceaux. Il fréquente Françoise Chandernagor, qui est deux classes devant lui, et sa sœur Dominique, qui est dans sa classe. Françoise Chandernagor lui conseille de faire des études à l'Institut d'études politiques de Paris.
Il est admis en 1965 sans avoir à passer le concours. Il n'apprécie pas les cours de l'institut, qu'il trouve superficiels. Le seul cours qui l'intéresse est celui de Jacques Rougerie, qui est son professeur d'histoire en conférence de méthode.
Il rentre en contact avec les militants d'extrême-gauche de l'école, fasciné par l'habileté rhétorique de ces activistes. Il s'engage à l'Unef ainsi qu'à l'Union des étudiants communistes. Il fait alors une croix sur son ambition de faire l'École nationale d'administration. Il délaisse finalement le militantisme, trop encombrant dans un univers académique qui se veut distancié des prises de positions idéologiques et politiques.
En 1968, il est diplômé de l'IEP (section Service public). Il étudie parallèlement le droit à la faculté de droit de Paris, et est licencié en droit en 1969. Trouvant que ses deux formations ne lui ont pas donné de bagage théorique important, il utilise une passerelle pour s'inscrire en troisième année de philosophie à l'université Panthéon-Sorbonne, mais est déçu par l'enseignement.
Il obtient un diplôme d'études supérieures en sciences économiques de l'université Panthéon-Sorbonne en 1970. Son directeur de mémoire est l'économiste Jean Lhomme ; il rédige un mémoire comparant la structure économique et sociale de la France entre la fin du XIXe siècle et les années 1960. Il obtient un diplôme d'études supérieures de science politique la même année, où sa recherche est dirigée par Patrick Champagne, qui lui fait découvrir Pierre Bourdieu. Il écrit un mémoire sur la stratégie du Parti communiste français pendant les évènements de mai 68, mémoire qu'il qualifiera a posteriori de « très mauvais ». Il s'engage alors plus résolument dans la perspective d'une carrière dans la recherche et obtient de Maurice Duverger un poste d'assistant de recherche à la Sorbonne.
Il obtient ensuite un diplôme d'études supérieures en droit public de l'université d'Assas en 1971.
Il commence à écrire une thèse sur les manuels scolaires d'histoire. Il abandonne ce sujet pour choisir celui du rapport entre la compétence politique et le vote, à la suite d'une expérience pratique réalisée en cours de TD à l'université avec ses étudiants. En 1975, il obtient un doctorat d’État en science politique à l'université Panthéon-Sorbonne. En 1982, il est reçu au concours de l'agrégation de science politique. Il obtiendra plus tard une habilitation à diriger des recherches, et dirigera plus de vingt thèses.

### Parcours professionnel
Il commence sa carrière comme chargé de recherche à la Fondation nationale des sciences politiques, entre 1969 et 1970. Il est ensuite assistant à l'Institut international d'administration publique entre 1970 et 1971. Il est ensuite assistant à l'université Paris I, et ce jusqu'en 1976. Il est alors l'assistant de Maurice Duverger, et prépare ses cours en droit constitutionnel.
En 1976, il devient maître assistant à l'université Paris I. Il publie en 1978 son premier grand ouvrage, Le Cens caché, où Gaxie démontre un lien fort entre sentiment de compétence politique et participation aux scrutins, ainsi qu'un phénomène d'auto-exclusion des classes populaires, aboutissant à un vote dont la représentation est déformée vers le haut de la société. Cet ouvrage devient rapidement un classique de la science politique.
De 1982 à 1989, il est professeur de science politique à l’université de Picardie.
Il retourne en 1989 à l'université Paris 1 Panthéon-Sorbonne, au sein du département de science politique de la Sorbonne. Il effectue de la recherche en sociologie politique au sein du Centre de recherches politiques de la Sorbonne.
Il a été président du jury d'agrégation de science politique entre 2008 et 2009. Il a écrit des articles pour l'Encyclopædia Universalis.

### Vie privée
Il est marié et a deux enfants.

## Pensée

### La neutralité axiologique
Il milite à la fin des années 1960 et dans les années 1970 pour que la science politique devienne plus dure et se fonde davantage sur des éléments quantitatifs. Il se montre en faveur d'une conception stricte de la neutralité axiologique.

### Le Cens caché
Daniel Gaxie est connu pour son ouvrage séminal, Le Cens caché, publié en 1978. Cette œuvre de référence en sociologie du vote met en lumière le phénomène d'auto-exclusion des profanes en politique, corrélée à leur niveau de compétence politique.
Il a abordé divers sujets tout au long de sa carrière académique (militantisme, professionnalisation du personnel politique…).

### Les rétributions du militantisme
Daniel Gaxie a analysé dans ses travaux les rétributions générées par l'activité militante et qui la stimulent en retour. Dans son article « Économie des partis et rétributions du militantisme » paru en 1977 dans la Revue française de science politique, il met en évidence l'existence de ces rétributions, principalement d'ordre symbolique, dans le fonctionnement des organisations politiques — et ce malgré la diffusion par celles-ci d'une idéologie du militant dévoué et désintéressé. Selon Daniel Gaxie, ces gratifications (ascension dans la hiérarchie, intégration sociale) permettent de comprendre les caractéristiques morphologiques des partis comme la forte articulation, la stricte hiérarchie, le rôle de l'idéologie et la faible dimension des unités de base des organisations de masse. Elles éclairent également leurs lois de fonctionnement notamment les facteurs de l'adhésion ou du militantisme et la logique des scissions ou de la constitution des tendances.

## Publications
- Daniel Gaxie et Willy Pelletier, Que faire des partis politiques ?, Vulaines-sur-Seine, Editions du Croquant, 2018, 388 p. (ISBN 9782365121699)
- Daniel Gaxie, Nicolas Hubé, Marine De Lassalle et Jay Rowell, L'Europe des Européens. Enquête comparative sur les perceptions de l'Europe, Paris, Economica, 2011, 295 p. (ISBN 9782717859638, lire en ligne)
- La Démocratie représentative, Montchrestien, 2003, 4e édition,  (ISBN 978-2-7076-1372-1)
- Luttes d'institutions: enjeux et contradictions de l'administration territoriale, L'Harmattan, 2000,  (ISBN 978-2-7384-5892-6)
- Explication du vote, Presses de Sciences Po, 1989, 2e édition,  (ISBN 978-2-7246-0566-2)
- Le cens caché, Seuil, 1978,  (ISBN 978-2-02-004941-2)